# Albert Dasca i Boada
Albert Dasca i Boada (Valls, 10 de juliol de 1857 - ?) fou un empresari i polític català, diputat i senador a les Corts Espanyoles durant la restauració borbònica.
Fou un dels fundadors i primer president de la Cambra de Comerç i Indústria de Valls el 1909-1910. Militant del partit Liberal, dins la fracció Izquierda Liberal, fou elegit diputat per la província de Tarragona a les eleccions generals espanyoles de 1910, 1914, 1916 i 1923, i nomenat senador el 1918-1919 i el 1921-1922.